# Ampay
Ampay es una montaña del Perú con una altitud máxima de 5.235 m s. n. m. Está situada en los Andes del Perú, en la Región Apurímac, provincia de Abancay. La montaña se encuentra en el Santuario Nacional de Ampay.
Posible etimología
De q'ampay→ hampay → ampay; posiblemente 'arrollar' 
Otra génesis pudiera ser aimara, la sugiere Rubén D. Ancahuasi.